# Morpará
Morpará är en kommun i Brasilien.   Den ligger i delstaten Bahia, i den östra delen av landet, 700 km nordost om huvudstaden Brasília. Antalet invånare är 8 285.
Omgivningarna runt Morpará är huvudsakligen savann. Runt Morpará är det mycket glesbefolkat, med 2 invånare per kvadratkilometer.